# Nemesládony
Nemesládony là một thị trấn thuộc hạt Vas, Hungary. Thị trấn này có diện tích 5,67 km², dân số năm 2010 là 127 người, mật độ 22 người/km².